# 馬丁·亞庫布科
馬丁·亞庫布科(1980年2月26日—)，斯洛伐克足球運動員，其在場上的位置是前鋒。他現在效力於俄羅斯足球超級聯賽球隊彼爾姆安卡足球俱樂部。他也代表斯洛伐克國家足球隊參賽。